# Archanara punctilinea
Archanara punctilinea là một loài bướm đêm trong họ Noctuidae.